# Te Poipoi

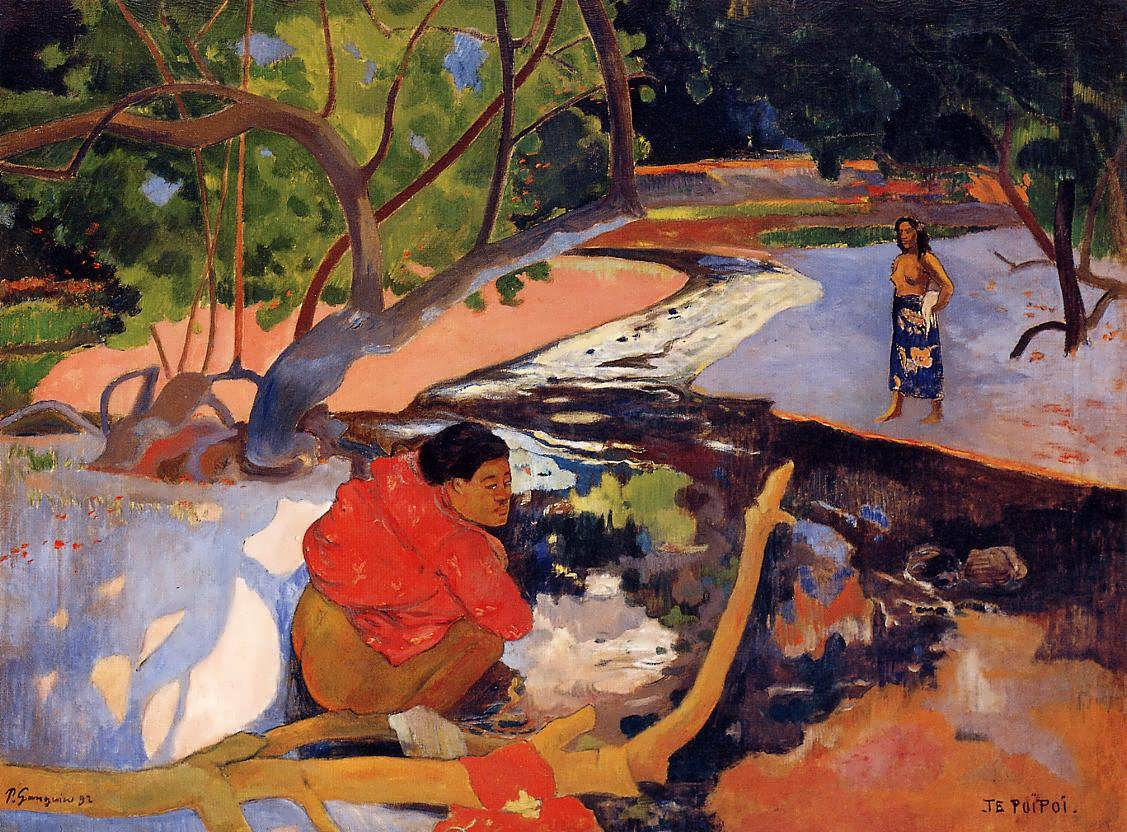
Te Poipoi

Te Poipoi ('de ochtend') is een schilderij van de Franse schilder Paul Gauguin. Het werd geschilderd in 1892.
Op het schilderij staat een badende Tahitiaanse vrouw afgebeeld onder een mangoboom. In 2007 leverde het werk bij een veiling 39,2 miljoen dollar op.